# Karl Heinrich Barth

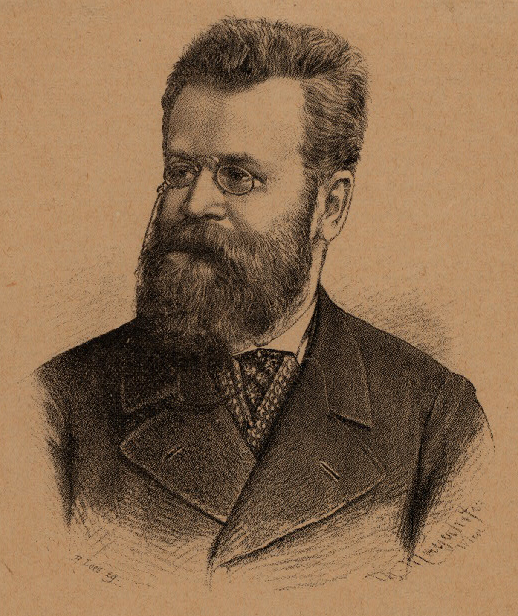
Karl Heinrich Barth.

Karl Heinrich Barth, född 12 juli 1847 i Pillau, död 23 december 1922, var en tysk pianist och pianopedagog.
Barth var elev till Hans von Bülow den yngre och Carl Tausig. Åren 1868-71 var han lärare vid Sterns konservatorium i Berlin, 1871-1921 vid  högskolan för musik. som glänsande ensemblespelare medverkader Barth vid kammarmusikaftnar i Berlin. Ett flertal svenska musiker, som Wilhelm Stenhammar, Richard Andersson och Knut Bäck var hans elever.